# Grandchamp (Haute-Marne)
Grandchamp település Franciaországban, Haute-Marne megyében. Lakosainak száma 69 fő (2022. január 1.). Grandchamp Maâtz, Rivières-le-Bois és Saint-Broingt-le-Bois községekkel határos.

## Népesség
A település népességének változása:
| Lakosok száma | 117  | 64   | 79   | 69   | 67   | 74   | 79   | 78   | 75   | 69   |
|               | 1968 | 1999 | 2011 | 2013 | 2015 | 2017 | 2018 | 2019 | 2021 | 2022 |